# Milada Vaňkátová
Milada Vaňkátová (* 16. listopadu 1987 Praha) je česká herečka, dabérka a hudebnice.
Vystudovala herectví na Pražské konzervatoři (maturovala v roce 2007, studium zakončila titulem DiS. v roce 2009) a nyní (od roku 2007) na stejné škole studuje hru na pozoun. Hraje také na klavír.
Na pozoun hraje v kapele Magnum Jazz Bigband a Queens of Everything (zde i zpívá ve sborech) a vypomáhá také v Prague Ska Conspiracy. Je členkou hudebně-dramatické skupiny Olats otesoc, kde zpívá, hraje na klavír a pro kterou skládá. Hrála také na klávesy ve skupině One Big Boat. V roce 2016 hostovala na albu Is This Art? skupiny Nano.
Během studia herectví hrála v Divadle Konzervatoře, nyní hraje v Divadle Metro a v muzikálu Krysy, který nastudovali se spolužáky pod režijním vedením Marie Doležalové. Milada Vaňkátová složila ke Krysám hudbu. Vystupuje také na Barování Sandry Novákové.

## Role

### Televizní film
- Šejdrem, 2009 – Věrka

### Seriály
- Dobrá čtvrť – studentka
- Ordinace v růžové zahradě – Kateřina Malá

### Divadlo

#### Divadlo Konzervatoře
- Tři v tom, 2007–2009 – Ardelie
- Yvonna, princezna Burgundská, 2008–2009 – dáma
- Liliomfi, 2008–2009 – Maryška, sirotek

#### Divadlo Na Prádle
- Krysy, 2009 – Saša
- Zápalka, aneb noc v kabaretu, 2010

#### Divadlo Metro
- Sugar aneb Někdo to rád horké – dvojrole Olga, pozounistka, členka orchestru a gangster
- Život je fajn (Life is Life) – černé divadlo, pantomima, tanec

#### Strašnické divadlo
- Mauglí (Knihy džunglí) (2005–2006) – Tabákí – šakal dojídač
- Tři v tom (obnovená premiéra hry Divadla Konzervatoře 25. října 2009) – Ardelie